# شکوه بازگشت
شکوه بازگشت فیلمی به کارگردانی سیروس مقدم و نویسندگی ناصر شاملو محصول سال ۱۳۷۱ است.

## خلاصه داستان
با شنیدن خبر نابودی یک بیمارستان صحرایی، دکتر امیر راستین همسر باردارش لیلی را نزد پدر همسرش، قوام، می‌گذارد و به جبهه می‌رود. در غیاب شوهر، لیلی به کار نقاشی و نگارش کتاب مشغول است. در ضمن با سامان، که مدیر یک مؤسسه انتشاراتی است برای چاپ کتابش همکاری می‌کند. خبر کشته‌شدن دکتر راستین، لیلی را دگرگون می‌کند. از طرفی فتاحی و همسرش به علت ثروت زیاد قوام، خواستار ازدواج مرتضی، پسر از خارج برگشته شان، با لیلی هستند. اما لیلی مرگ شوهر را باور ندارد و اصرار دارد که دکتر راستین همچنان زنده است. در همین زمان، سامان نیز به لیلی پیشنهاد ازدواج می‌دهد. اما درست هنگامی که لیلی تلویحاً تقاضای سامان را پذیرفته، خبر زنده بودن دکتر راستین می‌رسد. اعضای خانواده به همراه سامان به ایستگاه راه‌آهن می‌روند تا از دکتر راستین که حالا یک پایش را از دست داده‌است، استقبال کنند.

## بازیگران
- جمشید مشایخی
- افسانه بایگان
- داریوش مؤدبیان
- سیروس ابراهیم‌زاده
- ابراهیم پورمنصوری
- رسول توکلی
- منوچهر حامدی
- مصطفی راد
- رضا مرادیان
- پری کربلایی
- میترا چوپان
- احمد عباسی
- اسکندر رفیعی
- حسین طباطبایی
- حسین غیابی
- نیلوفر ترابی
- غزل حشمت
- سید محسن خرمدره